# Mateusz Pakuła

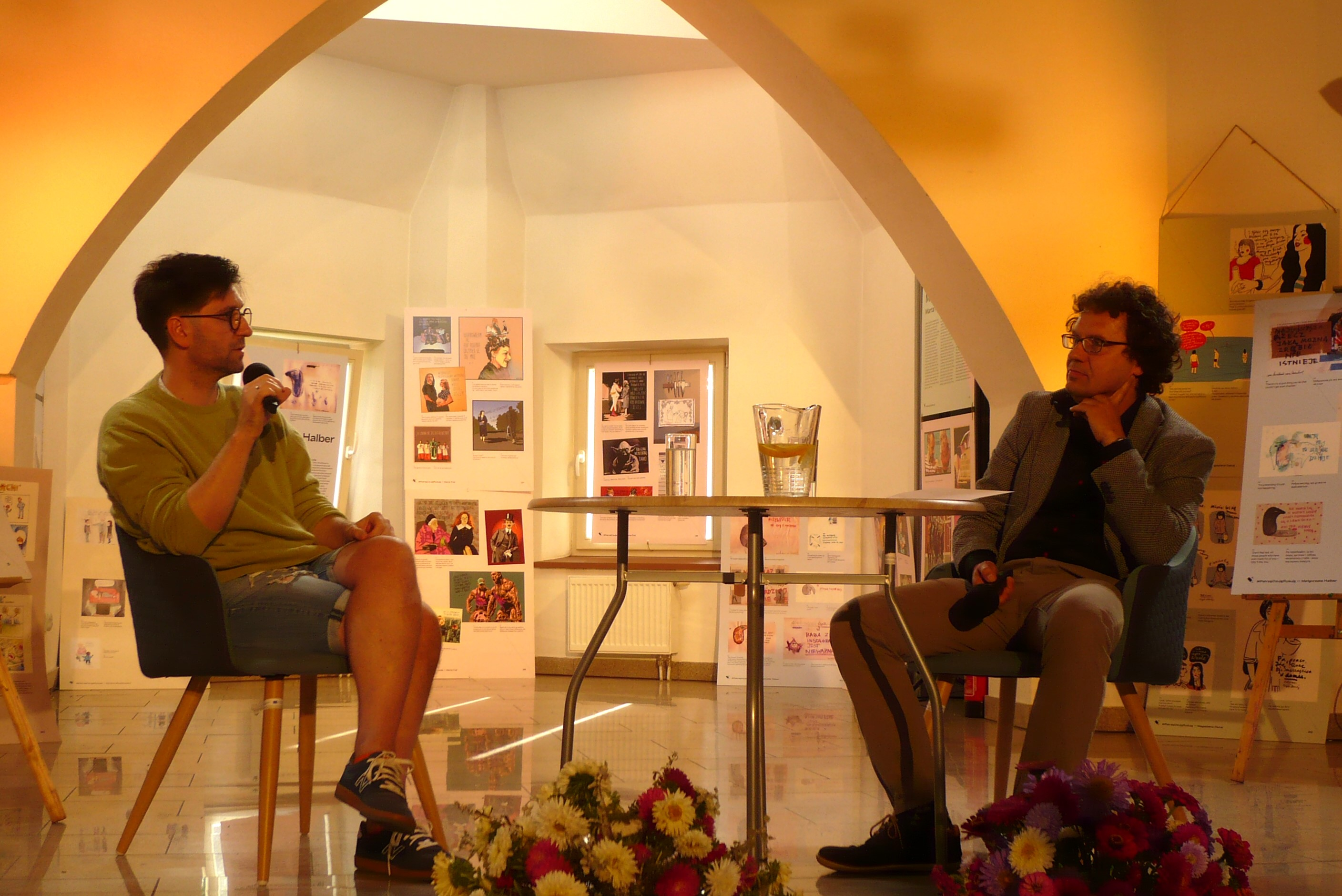
Mateusz Pakuła (L), Festiwal Reportażu, 2023

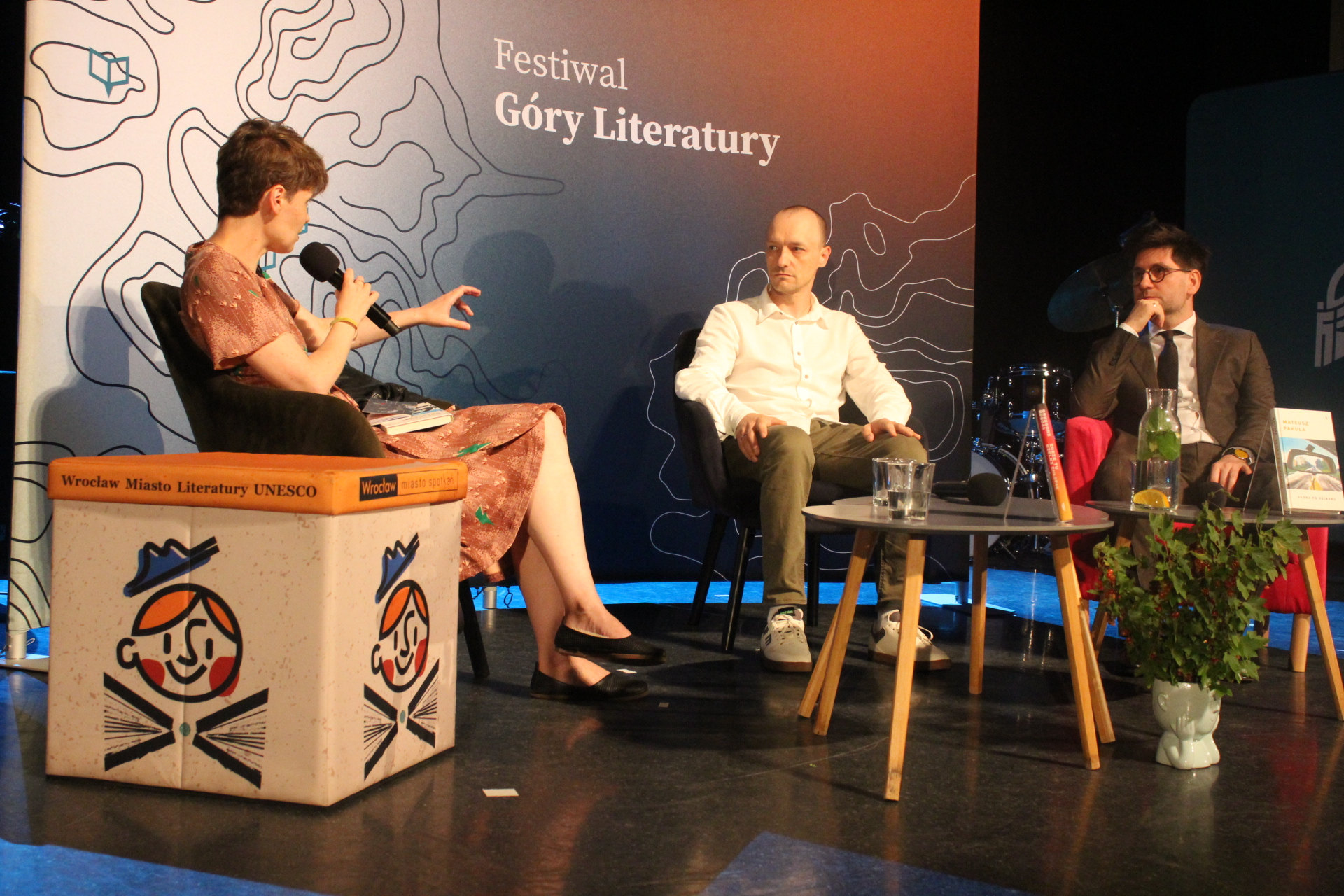
Eliza Kącka, Grzegorz Bogdał, Mateusz Pakuła

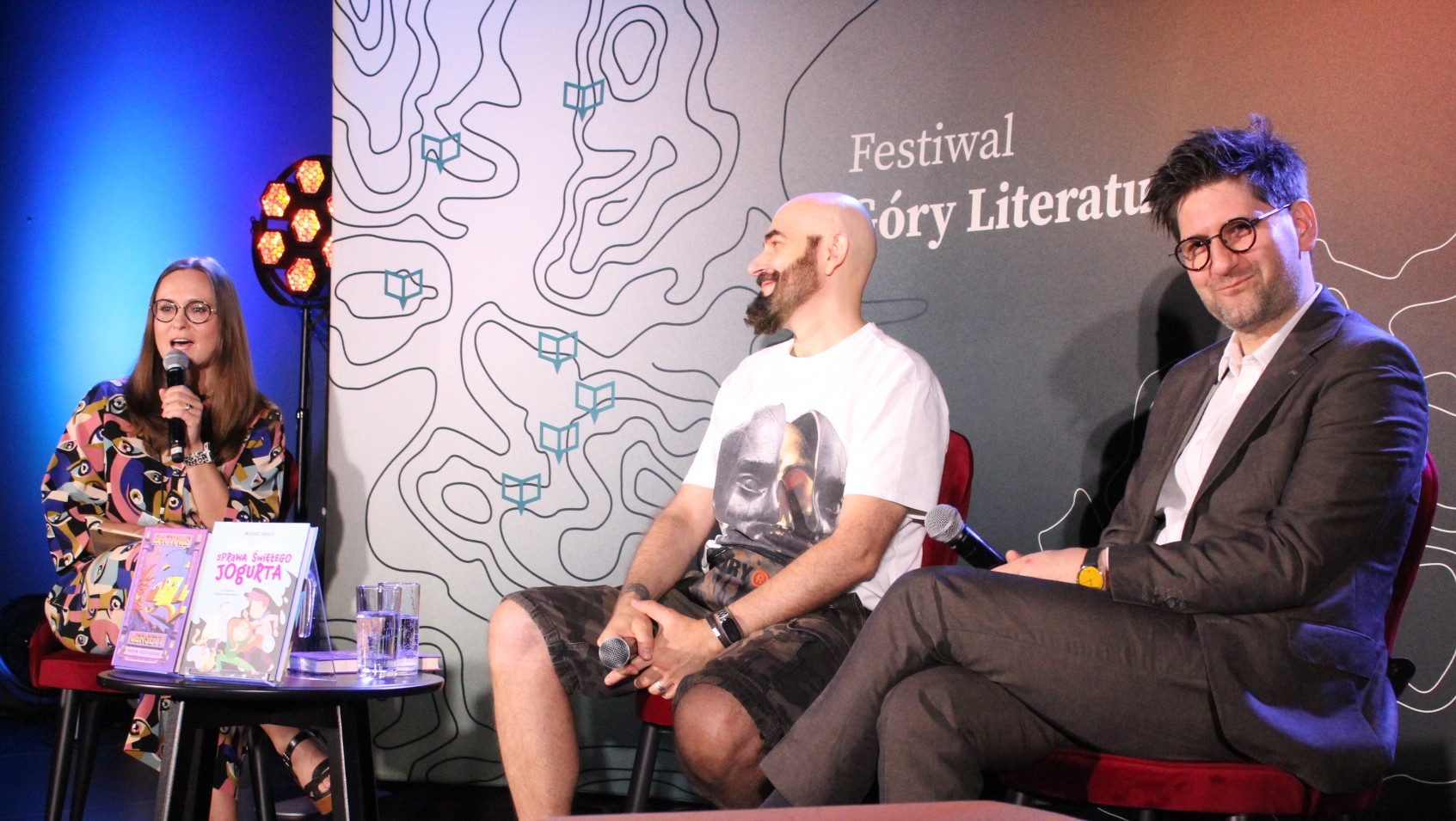
Dorota Oczak-Stach, Marcin Szczygielski, Mateusz Pakuła

Mateusz Pakuła (ur. 1983 w Kielcach) – polski pisarz i reżyser. Prozaik i dramatopisarz, autor kilkudziesięciu sztuk teatralnych, dramaturg, adaptator, twórca słuchowisk radiowych. 
Laureat Gdyńskiej Nagrody Dramaturgicznej (2014) i jej czterokrotny finalista, laureat Nagrody Literackiej im. Witolda Gombrowicza (2022) i Olśnień Onetu (2024), nominowany do Nagrody Literackiej Gdynia (2022), Paszportu Polityki (2023) i Nagrody Literackiej Nike (2025). 
Jako prozaik zadebiutował książką Jak nie zabiłem swojego ojca i jak bardzo tego żałuję, która została uznana za jedną z najciekawszych książek 2021 roku i nominowana do Odkryć Empiku, Nagrody Literackiej Gdynia oraz Nagrody Literackiej im. Witolda Gombrowicza (wyróżniona rezydencją w Vence), znalazła się także w finałowej piątce europejskiej Prix Grand Continent. Spektakl na podstawie Jak nie zabiłem…, w adaptacji i reżyserii autora, został okrzyknięty najważniejszym spektaklem ostatnich sezonów, zdobył do tej pory dwadzieścia sześć nagród - zespołowych i indywidualnych, w tym czterokrotnie Grand Prix (m.in. Międzynarodowego Festiwalu Boska Komedia i Konkursu na Wystawienie Polskiej Sztuki Współczesnej). 
W sierpniu 2024 roku ukazała się jego druga książka prozatorska, Skóra po dziadku (finał Prix Grand Continent, nominacja do Nike), a w lutym 2025 - powieść dla młodzieży pt. Lucek, Ludwika i Sprawa Świętego Jogurta.

## Życiorys
Urodził się i dorastał w Kielcach. W 2002 roku ukończył I LO im. S. Żeromskiego w Kielcach. W latach 2002–2003 studiował filozofię na Uniwersytecie Łódzkim, a w latach 2003–2006 polonistykę, ze specjalizacją wiedza o kulturze, na Uniwersytecie Jagiellońskim. W 2006 rozpoczął studia na Wydziale Reżyserii Dramatu PWST im. L. Solskiego w Krakowie, na kierunku dramaturgii, które ukończył w 2009 roku.
Od 2024 roku pedagog na WRD AST w Krakowie.

## Twórczość

### Wydawnictwa
Proza:
- Lucek, Ludwika i Sprawa Świętego Jogurta (Agora dla dzieci, Warszawa 2025);
- Skóra po dziadku (AGORA, Warszawa 2024);
- Jak nie zabiłem swojego ojca i jak bardzo tego żałuję (Nisza, Warszawa 2021);

Dramat:
- Chaos pierwszego poziomu (Lokator, Kraków 2020);
- Wieloryb the Globe (Lokator, Kraków 2016);

- Panoptikos (Lokator, Kraków 2015)[2],
- Na końcu łańcucha (Fundacja SPLOT, Kraków 2012),
- Kowboj Parówka i trzy inne sztuki (Fundacja SPLOT, Kraków 2012),
- Biały Dmuchawiec. Pięć sztuk teatralnych (Fundacja SPLOT, Kraków 2010).

### Realizacje teatralne, radiowe i telewizyjne
2025
- Król Narcyz. Słuchowisko o Karolu Szymanowskim - Radio Kraków, Polskie Wydawnictwo Muzyczne, reż. M. Pakuła.
- Skóra po dziadku – Teatr Łaźnia Nowa w Krakowie / Teatr im. Stefana Żeromskiego w Kielcach, reż. M. Pakuła.

2024
- Latający Potwór Spaghetti - Teatr Łaźnia Nowa, reż. M. Pakuła.
- Złote Płyty - Teatr Muzyczny Capitol we Wrocławiu, reż. M. Pakuła.
- Jak nie zabiłem swojego ojca i jak bardzo tego żałuję - Teatr Telewizji, reż. M. Pakuła.

2023
- Jak nie zabiłem swojego ojca i jak bardzo tego żałuję – Teatr Łaźnia Nowa w Krakowie / Teatr im. Stefana Żeromskiego w Kielcach, reż. M. Pakuła[3].

2020
- Lem vs P. K. Dick - Teatr Łaźnia Nowa, reż. M. Pakuła.
- Chaos pierwszego poziomu - Stary Teatr im. Heleny Modrzejewskiej w Krakowie, reż. M. Pakuła.

2019
- Jungle people - Teatr Animacji w Poznaniu, reż. M. Pakuła

2015
- Lordy Lord Kantor/ Lord Milord/ Lord Herling- Teatr im. S. Żeromskiego w Kielcach, reż. E. Rysová/ M. Pakuła[4].
- Mój niepokój ma przy sobie broń – Akademia Teatralna im. Aleksandra Zelwerowicza w Białymstoku, reż. A. Biziuk.

2014
- Jungle People – PWSFTviT w Łodzi, reż. P. Świątek[5].
- Lord Kantor – słuchowisko – prapremiera – otwarcie nowej Cricoteki / Radio Kraków, reż. M. Pakuła[6].
- Miki mister DJ – słuchowisko – Český rozhlas Vltava, reż. T. Soldán, tłum. E. Rysová[7].
- Twardy gnat, martwy świat – Teatr im. S. Żeromskiego w Kielcach, reż. E. Rysová[8].

2013
- Mój niepokój ma przy sobie broń – Teatr Żeromskiego w Kielcach, reż. J. Mark[9].
- Smutki tropików – 6. Międzynarodowy Festiwal Boska Komedia / Teatr Łaźnia Nowa w Krakowie, reż. P. Świątek[10].

2012
- Wejście Smoka. Trailer – Czytelnia Dramatu ACK UMCS „Chatka Żaka”, reż. D. Adamczyk[11].
- Miki mister DJ – Teatr Osterwy w Gorzowie Wielkopolskim, reż. J. Peszek.
- Miki mister DJ – Teatr Miejski w Gdyni, reż. A. Olsten[12].
- Źle ma się kraj – Teatr Polski w Bydgoszczy, reż. W. Szczawińska[13].
- Na końcu łańcucha – Teatr Osterwy w Lublinie, reż E. Rysová[14].

2011
- Wejście Smoka. Trailer – Teatr Łaźnia Nowa w Krakowie, reż. B.Szydłowski[15].
- Książę Niezłom – Teatr Jaracza w Olsztynie, reż. J. Pawłowska.
- KonradMaszyna – Teatr Łaźnia Nowa w Krakowie, reż. B. Szydłowski[16].

2010
- Don Kiszot – Teatr Dramatyczny w Warszawie, reż. M. Podstawny[17].
- Biały Dmuchawiec – Teatr Osterwy w Lublinie, reż. K. Babicki[18].

2009
- Sło – Wrocławski Teatr Lalek, reż. J. Peszek.
- Franciszek, sen everymana – Wrocławski Teatr Lalek, reż. J. Denejko.

### Adaptacje i dramaturgie
2015
- Sen nocy letniej według Williama Shakespeare’a – Teatr Kochanowskiego w Opolu, reż. P. Świątek – realizator spektaklu: dramaturgia[19].

2014
- Rękopis znaleziony w Saragossie według Jana Potockiego – Teatr Kochanowskiego w Opolu, reż. P. Świątek – realizator spektaklu: adaptacja, dramaturgia[20].

2013
- Dżuma według Alberta Camusa – Teatr Kochanowskiego w Opolu, reż. P. Świątek – realizator spektaklu: adaptacja, dramaturgia[21].
- Radio za żelazną kurtyną według Anne Applebaum – słuchowisko – Radio Kraków, reż. E. Ziębla – realizator spektaklu: scenariusz[22].

2012
- Paw królowej według powieści Doroty Masłowskiej – Stary Teatr w Krakowie, reż. P. Świątek – realizator spektaklu: adaptacja, dramaturgia[23].

2011
- Wroniec według Jacka Dukaja – Wrocławski Teatr Lalek, reż. J. Peszek – realizator spektaklu: adaptacja[24].
- Komedia. Szczęśliwe dni.Ostatnia taśma Krappa według Samuela Becketta – Teatr Kochanowskiego w Opolu, reż. P. Świątek – realizator spektaklu: scenariusz, dramaturgia[25].

2010
- Dwanaście stacji według poematu Tomasza Różyckiego – Stary Teatr w Krakowie, reż. E. Rysová – realizator spektaklu: adaptacja, dramaturgia[26].

2009
- Co w trawie piszczy Lidii Amejko i Marcina Czuba – Wrocławski Teatr Lalek, reż. R. Kasiukiewicz – realizator spektaklu: opracowanie dramaturgiczne scenariusza.

## Nagrody i wyróżnienia
2024
- Nagroda Miasta Kielce[27]

2023
- Grand Prix 29. Ogólnopolskiego Konkursu na Wystawienie Polskiej Sztuki Współczesnej dla spektaklu Jak nie zabiłem swojego ojca i jak bardzo tego żałuję autorstwa i w reżyserii Mateusza Pakuły[28].
- Laureat 29. Ogólnopolskiego Konkursu na Wystawienie Polskiej Sztuki Współczesnej za tekst Jak nie zabiłem swojego ojca i jak bardzo tego żałuję[28].

2022
- Nominacja do Nagrody Literackiej Gdynia w kategorii proza za Jak nie zabiłem swojego ojca i jak bardzo tego żałuję[29][30]
- Zdobywca Nagrody Literackiej ArtRage z Jak nie zabiłem swojego ojca i jak bardzo tego żałuję[31]
- Nominowany do Nagrody Literackiej im. Witolda Gombrowicza za Jak nie zabiłem swojego ojca i jak bardzo tego żałuję; otrzymał miesięczną rezydencję literacką w Vence[32]

2014
- Laureat VII edycji Konkursu o Gdyńską Nagrodę Dramaturgiczną (tekst dramatyczny Smutki tropików).
- Finalista 20. Ogólnopolskiego Konkursu na Wystawienie Polskiej Sztuki Współczesnej (jako autor sztuki Smutki tropików).

2013
- Finalista VI edycji Konkursu o Gdyńską Nagrodę Dramaturgiczną (tekst dramatyczny Mój niepokój ma przy sobie broń).
- Laureat 19. Ogólnopolskiego Konkursu na Wystawienie Polskiej Sztuki Współczesnej (wyróżnienie indywidualne za tekst dramatyczny Mój niepokój ma przy sobie broń), finalista tego Konkursu jako autor adaptacji i dramaturg spektaklu Paw królowej, oraz jako współautor sztuki Źle ma się kraj.
- Laureat XIII Festiwalu Dramaturgii Współczesnej „Rzeczywistość przedstawiona” w Zabrzu (nagroda za sceniczną adaptację utworu Doroty Masłowskiej Paw królowej).
- Finalista „Talentów Trójki” 2013
- Wymieniany wielokrotnie w prestiżowym rankingu miesięcznika „Teatr” jako autor najlepszej nowej polskiej sztuki (Mój niepokój ma przy sobie broń) i najlepszej adaptacji (Paw królowej) w sezonie 2012/2013.
- Zdobywca Nagrody Magnolii dla realizatorów i wykonawców spektaklu Paw królowej z Narodowego Starego Teatru w Krakowie na 48. Przegląd Teatrów Małych Form Kontrapunkt w Szczecinie.

2011
- Finalista IV edycji Konkursu o Gdyńską Nagrodę Dramaturgiczną (tekst dramatyczny Miki mister DJ).
- Finalista 17. Ogólnopolskiego Konkursu na Wystawienie Polskiej Sztuki Współczesnej jako autor sztuki KonradMaszyna.
- Nominowany do nagrody TVP Kultura „Gwarancje Kultury” za najbardziej obiecujący debiut 2010 roku (za zbiór Biały Dmuchawiec. Pięć sztuk teatralnych).
- Uczestnik festiwalu Mitteleuropäisches Theaterkarussell, Theater Brett w Wiedniu – (gdzie odbyło się czytanie sceniczne niemieckiego przekładu sztuki KonradMaszyna – KonradMaschine).
- Uczestnik ІІІ Festiwalu współczesnej dramaturgii „Drama.UA” we Lwowie – (gdzie odbyło się czytanie sceniczne ukraińskiego przekładu sztuki Na końcu łańcucha).

2010
- Finalista 16. Ogólnopolskiego Konkursu na Wystawienie Polskiej Sztuki Współczesnej jako autor sztuki Biały Dmuchawiec oraz współautor scenariusza spektaklu Co w trawie piszczy.
- Otrzymanie Stypendium Twórczego Miasta Krakowa w dziedzinie literatury.

2008
- Finalista I edycji Konkursu o Gdyńską Nagrodę Dramaturgiczną (tekst dramatyczny Biały Dmuchawiec – wyróżniony przez jury tego konkursu jako najlepszy debiut roku).